# 香港聖公會聖基道兒童院
聖公會聖基道兒童院（英語：Sheng Kung Hui St. Christopher's Home），簡稱聖基道，是香港一間社福機構。機構於1935年由聖公會何明華會督創辦，最初主要是收容當時社會上戰亂的孤兒，現時已發展為多元化兒童服務機構，是香港擁有最多兒童之家服務名額的非政府機構。總辦事處設於北角香港青年協會大廈。
機構以聖基道（英語：St. Christopher）為主保聖人。

## 歷史

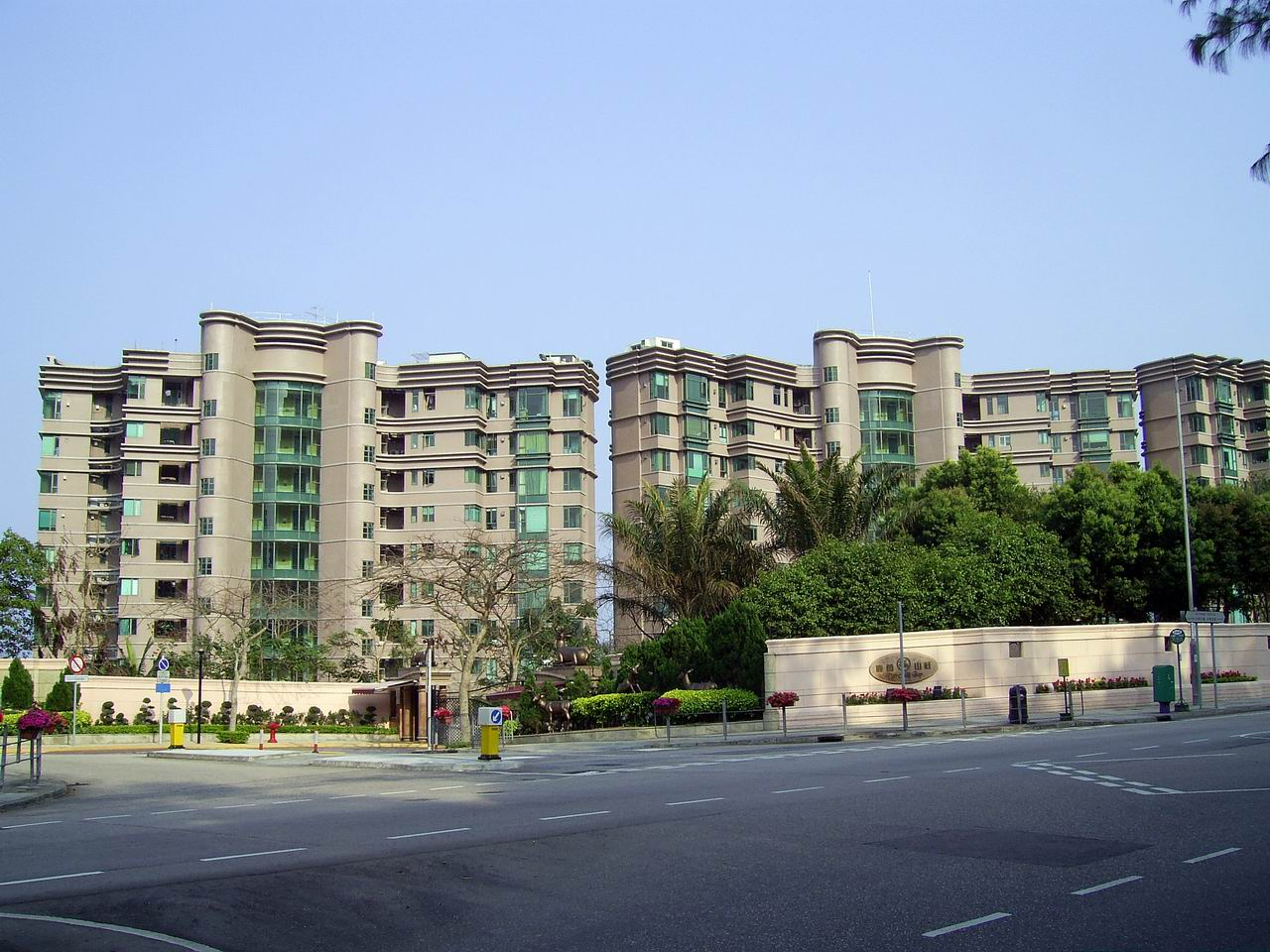
鹿茵山莊入口

聖基道兒童院初名「大埔農化孤兒院」，院舍位於新界大埔滘大埔道十三咪半，即「鹿茵山莊」現址，院內設有學校，院童於課餘時拓墾山邊梯田耕作，學習農畜及手工藝等技能。1954年更名「聖基道化院」（以聖基道化為命名），院務擴展到營辦全港多間兒童服務的慈善機構。1994年結束「大埔聖基道兒童院」院務，於沙田設立嬰兒部及在港、九、新界各區成立24個兒童之家，為來自破碎家庭的兒童及青少年提供住宿照顧服務。

### 院舍發展
由於原有院舍樓宇老化，此院於1981年申請在舊址正門對面、現為三所中、小學的用地進行重建，並於三年後獲批准。然而，有關計劃最後不了了之，而兒童院最終於1994年遷出原址。
聖公會在兒童院搬遷後，向政府申請將院舍改建為神職人員宿舍被拒，其後於1990年獲批准發展為住宅物業，聖公會選擇與長江實業合作發展。聖公會提供土地，補地價及建築費等則由長實負擔，物業落成後長實預留三分之一的樓面予聖公會。院舍地皮最終發展成為佔地逾196萬平方呎包括22幢獨立花園洋房、5幢高座住宅及5幢低座住宅的「鹿茵山莊」，於1998年落成發售，以逾萬元呎價推售，一度引起市場震動。
稅務局認為聖公會在該土地發展上獲得巨額利潤，徵收七年來合共1億8,000萬港元利得稅，聖公會以所得的鹿茵山莊單位安排退休神職人員入住，而所得資金全撥慈善用途，不服稅務上訴委員會裁決，上訴至香港高等法院。2014年，上訴庭下令案件發還稅務上訴委員會重新考慮。稅務局向終審法院提出上訴，2016年2月終審法院維持上訴庭判決。

## 服務
兒童之家及寄養服務的申請均須透過社會福利署中央轉介系統轉介，膳食及住宿免費，但兒童的家人或監護人須支付入住兒童的其他個人開支，如書簿費、零用錢等。

### 兒童之家
聖基道兒童院在香港共設有24間兒童之家，每家舍服務8名兒童。兒童之家專為4至18歲，因家庭問題需要暫時離家的兒童及青少年，提供近似家庭模式的24小時住宿照顧服務。

| 柴灣 - 真理兒童之家 - 公義兒童之家 - 平安兒童之家 - 救恩兒童之家 - 靈光兒童之家 - 信實兒童之家 觀塘秀茂坪邨 - 雅各兒童之家 - 安德烈兒童之家 - 彼德兒童之家 葵涌安蔭邨 - 約翰兒童之家 - 腓力兒童之家 - 湯馬兒童之家 | 青衣長亨邨 - 馬太兒童之家 - 西門兒童之家 - 達太兒童之家 天水圍天瑞邨 - 仁愛兒童之家 - 喜樂兒童之家 - 和平兒童之家 天水圍天耀邨 - 忍耐兒童之家 - 恩慈兒童之家 - 良善兒童之家 - 忠實兒童之家 - 溫柔兒童之家 - 節制兒童之家 |  |

### 寄養服務
聖基道兒童院提供40個一般寄養服務名額，另有20個緊急寄養服務名額。寄養服務為兒童配對合適的寄養家庭，讓兒童能在安全穩定的環境內居住。

### 教育
聖基道兒童院曾於1957年於院址內開辦名為「基石學校」的小學，供該院院童及鄰近鄉村學生就讀，但已於1984年停辦。
及後，此院於2006年初增設幼兒教育服務，為2-6歲兒童提供學前教育及日託服務。現時開設兩所幼兒院，每所幼兒園可容納兒童一百名，服務名額合共二百位。
幼兒院如下：
- 聖公會聖基道幼兒園（葵涌）
- 聖公會聖基道幼兒園（灣仔）

### 兒童健康發展綜合服務
聖基道兒童院於2007年開展「健苗軒」中心服務，中心現址在灣仔新禧大樓，提供兒童全人健康的指導及訓練、兒童健康評估及跟進服務，推行宣揚兒童健康訊息的學校及社區教育活動。

### 新來港人士服務
聖基道兒童院於1999年10月在沙田區開設為來港不足4年的新來港兒童及家庭提供「一站式」的支援服務。現時服務對象已托展至來自低收入家庭的兒童及其家人，以改善貧困兒童的成長環境，提升他們的自信及堅毅自強精神。新來港人士服務中心位於瀝源邨綠泉樓，中心主動接觸服務對象，並提供社區資訊諮詢、教育服務、適應小組、共融活動、個案輔導及轉介服務。

### 臨床心理輔導服務
聖基道兒童院於2008年11月開展臨床心理輔導服務，為本院兒童提供專業化心理評估，診斷及輔導服務，促進他們的心理發展及成長。

### 社會企業
聖基道兒童院於2013年4月開展社會企業，以零售店舖的模式，為失業或低技術青年人及中年人士，提供就業機會，提升他們的工作技能，從而融入社會，維持生計。

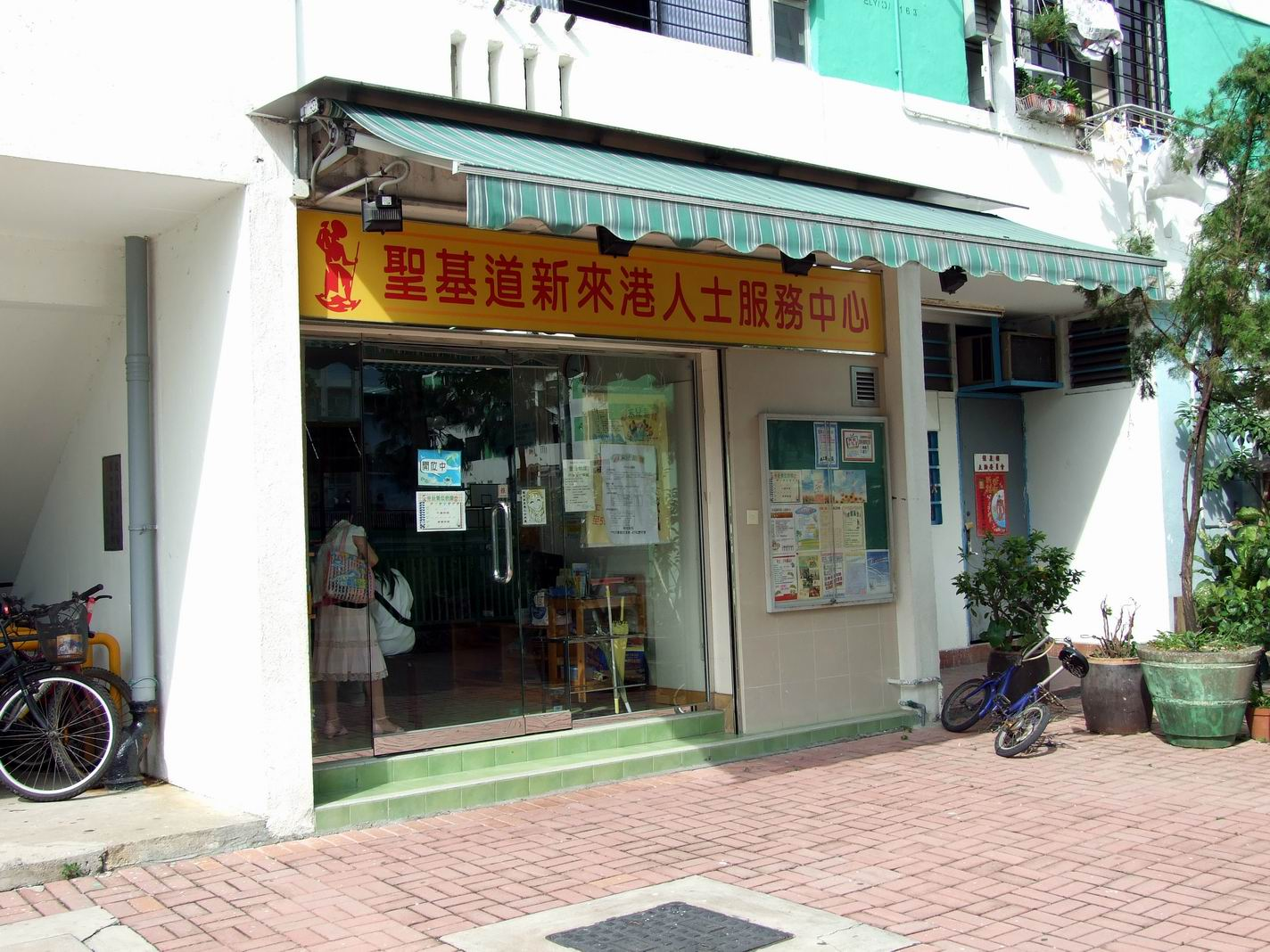
位於瀝源邨的服務中心

## 外部連結
- 聖公會聖基道兒童院 （页面存档备份，存于）
- YouTube上的香港聖公會聖基道兒童院頻道
- 香港聖公會聖基道兒童院的Facebook專頁
- 香港聖公會聖基道兒童院的Instagram帳戶